# Мильорини, Марко
Марко Мильорини (итал. Marco Migliorini; род. 3 января 1992, Пескьера-дель-Гарда, Венеция) — итальянский футболист, центральный защитник клуба «Салернитана».

## Биография
Родился в Пескьера-дель-Гарда в провинции Верона. Мильорини начал свою карьеру в Кьево, был в составе юношеской сборной Италии (до 17 лет) в сезоне 2008/09. Всего в юношескую сборную страны футболист вызывался с 2009 по январь 2011 года. 15 января 2011 года Мильорини перешёл в Зброёвку.

### Кьети
11 октября 2011 года итальянский клуб Кьети из четвёртого дивизиона страны объявил о подписании игрока. В общей сложности Мильорини не играл только в четырёх матчах команды в сезоне, проведя за клуб тридцать игр. В апреле 2012 года он был включён в заявку второй молодёжной сборной Италии (до 20 лет) на триумфальный турнир в Дубае, где в финале был повержен «Аль-Шабаб».

### Торино
7 июля 2012 года дебютанты Серии А Торино подписали футболиста, заплатив 280 000 евро; Мильорини заключил с «быками» трёхлетний контракт. Закрепиться в основном составе футболисту не удалось, поскольку основными центральными защитниками были игроки национальных сборных Анджело Огбонна и Камил Глик.

### Комо
4 января 2013 года Мильорини перешёл в футбольный клуб Комо.
Из-за травмы игрок пропустил первую половину сезона Серии C1 2013/14. 1 февраля 2014 года контракт был расторгнут по взаимному согласию.

### Юве Стабия
15 июня 2014 года при участии Джузеппе Панкаро футболист перешёл в Юве Стабию, заключив с клубом контракт, сроком на два года. В том же сезоне Юве Стабия заняла третье место в итоговой таблице Профессиональной лиги и получила право играть стыковой матч за выход в Серию B, однако перейти в более высокий дивизион не удалось (17 мая 2015 года клуб Мильорини проиграл Бассано Виртус по пенальти 5:4 после ничьей 1:1 в основное время).
Были слухи, что Мильорини перейдёт по окончании сезона в «Тоттенхэм Хотспур», 19 июля 2015 спортивный директор Юве Стабия подтвердил, что недавно футболистом также интересовались Карпи и представитель английского чемпионата «„Лидс Юнайтед“».

## Международная карьера
В апреле 2012 года футболист был в заявке на юношеском турнире в Дубае. За вторую юношескую команду страны футболист провёл две игры.